# کلاته ماژانی
کلاته ماژانی یک روستا در ایران است که در دهستان نهارجان شهرستان سربیشه واقع شده‌است.